# Białka (Petite-Pologne)
Pour les articles homonymes, voir Białka.
Białka (prononciation : [ˈbjau̯ka]) est une localité polonaise de la gmina de Maków Podhalański, située dans le powiat de Sucha en voïvodie de Petite-Pologne.